# Abdullah Papur
Abdullah Papur (* 1945 in Divriği; † 1989) war ein kurdischer Volkssänger.
Abdullah Papur ist in Divriği in der türkischen Provinz Sivas geboren und in Kangal, Provinz Sivas, aufgewachsen. Er lernte in jungen Jahren das Saz zu spielen.
Ende der 1980er Jahre wurde er wegen seines politischen Liedes „Gardiyan“ festgenommen und zu zwei Jahren Haft verurteilt. Im Gefängnis schrieb er viele Lieder.
1989 kam er bei einem Verkehrsunfall ums Leben.
Abdullah Papur hat auch auf Kurdisch gesungen, wie zum Beispiel: Lê Lê Qurban, Dîloy Dîloy, Bardê oder Sallana Sallana, und mit Musikern wie Mahzuni Şerif und Muhlis Akarsu gearbeitet.
Sein Sohn Ercan Papur ist ebenfalls ein berühmter Sänger und Sazspieler.

## Alben
- Abdullah Papur 6
- Abdullah Papur 2005
- Ahu Gozlum Ayrilik Mi Var
- Al Senin Olsun
- Baglandi Yollarim
- Bir Kus Konmus
- Bizim Turkulerimiz
- Boynumun Borcu
- Bu Sene
- Bu Yikik Koyden
- Bulut Kat Kat Olmus
- Daglar Kis Imis
- Dosta Eyvallah
- Duy Leyli Leyli
- Fakirlige Care Yok
- Gaflet Uykusu
- Gardiyan
- Garibin Yuvasi Bekar Odasi
- Gel Ha Gel
- Gocme Gardas
- Gorus Gunu Cift Camlarda Ses Gelmiyor
- Guzel Koyumu Ozledim
- Hapishane
- Hepimiz Bir
- Igdeliye Kurban
- Iscilerin Kaderi & Zalim Almanya
- Kara Tren
- Karyolasi Gicirdar
- Koylu Bacim
- Koyume Gel Yaz Gelin
- Kuslu Ozel Seri
- Mezarim Kazilmadan Yar Yanima Gelsin
- Minareci 11
- Minareci 13
- Muratsiz Oldum
- Nasil Aglamayim
- Olenle Olunmez
- Ollem Ollem
- Oyle Bir Yerdeyim ki
- Sor Beni
- Turkiyeme Gurban Olam
- Unutmayin Beni Dostlar & Dilo Dilo
- Vur Mehmetcik
- Yaralar Beni
- Yoksulluk
- Yolcu

| Personendaten    | Personendaten            |
| ---------------- | ------------------------ |
| NAME             | Papur, Abdullah          |
| KURZBESCHREIBUNG | alevitischer Volkssänger |
| GEBURTSDATUM     | 1945                     |
| GEBURTSORT       | Divriği, Sivas           |
| STERBEDATUM      | 1989                     |